# Deltoton Sinus
Deltoton Sinus  è una caratteristica di albedo della superficie di Marte.